# Mass Effect
Mass Effect je akcioni RPG za Xbox 360 i Windows razvijen od strane kompanije BioWare. Verzija za Xbox 360 objavljena je novembra 2007, dok je verziju za operativni sistem Windows objavio Electronic Arts 28. maja 2008. Radnja igra se odvija 2183. godine, a igrač uzima ulogu komandanta Šeparda, elitnog ljudskog vojnika i ima priliku da istražuje svemir sa njegovim brodom SSV Normandija.
Osim planova za dva nastavka kako bi se završio trilogiju, BioWare planira da izdaje dodatni sadržaj koji se može skinuti preko Xbox Live servisa koje ce dopunjavati priču izmeću nastavaka, iako nije potreban za razumevanje glavne priče. Prvi od tih dodatnih sadržaja za Xbox 360 izdat je 10. marta 2008. a dodatni sadržaj za PC planira se tokom leta 2008.

## Sinopis

### Pojam ""
Direktor projekta Casey Hudson, objasnio je pojam "Mass Effect", ovako:
| „ | Unutar univerzuma igre, efekat mase (mass effect) je jedan novi, tek nedavno otkriveni (za ljude) fizički fenomen koji ima svojstva kao i druge fizičke sile, kao što su gravitacija i elektromagnetizam. To je ono što fizičari u stvarnom životu nazivaju „tamna energija“, i uzimaju je kao objašnjenje za ubrzano širenja svemira – jer zbog gravitacije svemir bi trebalo da usporava širenje a ne da ubrzava. | ” |

Hudson objašnjava da su neka bića uspela da ovladaju silom efekta mase kao što su neka bića iz stvarnog života kao što su ajkule i električne jegulje ovladale elektromagnetizmom. Ovu sposobnost manipulacije efektom mase bića mogu dodati pomoću implanata, i bića sa tom sposobnošću se nazivaju „biotici“ (engl. biotics).

### Teme
Priča u igri žanrovski najviše podseća na svemirsku operu i opisuje teme kao što su kolonizacija svemira, veštačka inteligencija... Borba čoveka protiv mašine viđena je i u noveli Freda Saberhagena Berserker kao i u seriji Battlestar Galactica. Po rečima vođe projekta Casey Hudson kao inspiracija za igru su poslužili , Blade Runner, , i Wrath of Khan

### Mesto i vreme dešavanja radnje
Radnja igre se odvija 2183. godine. Trideset i pet godina ranije ljudi su na Marsu otkrili ostatke civilizacije davno izumrele rase Proteanaca (engl. Protheans) i njihovu naprednu tehnologiju. Proučavanje i prilagođavanje ove tehnologije čovečanstvu je omogućilo putovanja izvan Sunčevog sistema, naseljavanje brojnih drugih planeta i upoznavanje vanzemaljskih civilizacija u Mlečnom putu. Pomoću vanzemaljskih artefakata poznatih kao Mass Relays moguće je putovati brže od brzine svetlosti.
Igra se odvija uglavnom na dve lokacije: na fregati SSV Normandiji i Citadeli, ogromnoj svemirskoj stanici koju su izgradili Proteanci, i koja je centar galaktičke civilizacije. Međutim tokom igre igrač može putovati Normandijom i na razne druge planete, mesece i na druga odredišta.
U igri, čovečanstvo je formiralo „Alijansu ljudskih sistema“ (engl. Human Systems Alliance), to je jedno od mnogih nezavisnih tela koja čine kolektiv Svemira citadele (engl. Citadel space), kojem vlada Veće sačinjeno od tri najistaknutije rase: Asarija, Salarijana i Turijana (engl. Asari, Salarians, Turians).
U početku igre igrač se nalazi na svemirskom brodu SSV "Normandy",pod komandom kapetana Dejvida Andersona (engleski David Anderson) i sleće na planetu Eden Prime u potrazi za proteanskim artefaktom. Sa njima je i elitni turijanski Spectre agent Nihlus. Planetu je napala sintetička vrsta po imenu Geth. Oni rade za odbeglog Spectre-a Sarena, koji ubija Nihlusa. U međuvremenu, Šepard nalazi artefakt, koji mu urezuje viziju u pamćenje. Šepard se 15 sati kasnije budi na "Normandiji". Ambasador Udina, ljudski ambasador na Citadeli, zakazuje sastanak sa Savetom. Savet ne zna da je Saren odbegao, pa komandant mora to i da dokaže. Kada u tome uspe, kapetan Anderson predaje Šepardu brod. Šepard mora da nađe Sarena i izvede ga pred pravdu, i da, po mogućnosti otkrije njegove planove.

### Likovi
Igrač preuzima ulogu vojnika veterana, komandanta Šeparda kojeg igrač može prilagoditi menjajući mu pol, izgled, prošlost i klasu. Takođe može se birati koje će oružje i oklope koristiti. Sve ovo utiče na dijalog u igri i na sporedne misije koje će biti dostupne.
Pored Šeparda, igrač može imati još dva saputnika, koji će ga pratiti u bitkama i učestvovati u dijalozima. Ovi likovi nisu kreirani od strane igrača i njima se može samo delimično upravljati. Postoje šest likova koji mogu pratiti Šeparda u njegovim misijama, svaki od njih ima detaljno ispričanu prošlost i razlog zbog kog hpće da pođe sa Šepardom i pomaže mu. Dva od šest pratilaca su ljudi a ostali su vanzemaljci.

### Glumci
Glumačku ekipu čine Mark Meer koji daje glas Šepardu (muškarcu), Jennifer Hale kao ženski Šepard, zatim Keith David kao kapetan David Anderson, Lance Henriksen kao admiral Hackett, Marina Sirtis kao Matriarch Benezia, Fred Tatasciore kao Saren Arterius i Seth Green kao Jeff "Joker" Moreau.

## Spoljašnje veze
- Zvanični sajt
- opis na sajtu
- opis na sajtu  Архивирано на веб-сајту  (11. јун 2008)
- opis na sajtu
- na
- Viki
- Recenzija igre na interent strani[мртва веза] Sveta kompjutera
- Recenzija igre Mass Effect na blogu Igrorama.com
- Recenzija igre Mass Effect 2 na blogu Igrorama.com
- opis na sajtu [мртва веза]